# سیس (شهر باستانی)
سیس (ارمنی: Սիս) شهری باستانی است که زمانی پایتخت پادشاهی ارمنی کیلیکیه بوده است. این شهر که یکی از پایتخت‌های تاریخی ارمنستان بوده، در نزدیکی قوزان، استان آدانا، ترکیهٔ امروزی قرار داشته است.